# Айн-аль-Бейда (нохія)
Айн-аль-Бейда (араб. ناحية عين البيضا) — нохія у Сирії, що входить до складу району Латакія провінції Латакія. Адміністративний центр — м. Айн-аль-Бейда.
| Сирія | Це незавершена стаття з географії Сирії. Ви можете допомогти проєкту, виправивши або дописавши її. |